# A Consolação da Filosofia

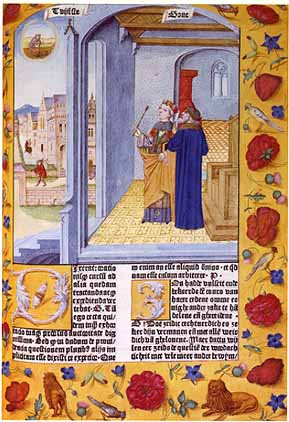
Edição de Consolatio Philosophiae (1485)

A Consolação da Filosofia (em latim: Consolatio Philosophiae) é uma obra filosófica (um prosimetrum) escrita pelo filósofo Boécio por volta do ano 524. Tem sido descrita como a obra mais importante e influente no Ocidente com referência ao cristianismo medieval e do início do Renascimento, sendo também classificada como a última grande obra ocidental que se pode designar como  clássica.
A Consolação da Filosofia foi escrita durante a prisão de Boécio, que durou um ano, antes de ele ser julgado e executado pelos crimes de traição, durante o governo do rei ostrogodo, Teodorico, o Grande. À época Boécio estava integrado nos altos poderes de Roma. Essa experiência inspirou o texto, que refletia sobre como o mal pode existir num mundo governado por Deus (problema da teodiceia) e sobre como a felicidade pode ser alcançada no meio de fortuna volátil. A obra tem sido descrita como o "exemplo de obra de literatura de prisão mais interessante".
Apesar de conter referências a Deus, a obra não é estritamente religiosa. Uma ligação com a religião é muitas vezes assumida, embora não haja referência a Jesus Cristo, nem ao Cristianismo ou a outra religião específica, exceto por referências oblíquas a escrituras paulinas, como a simetria entre as linhas que abrem o capítulo 3 do livro 4 e a passagem na Primeira Epístola aos Coríntios 9:24. Todavia, Deus é representado não apenas como um ser eterno e onisciente, mas também como fonte de todo o Bem.
Tradução portuguesa: Boécio, A Consolação da Filosofia, por Luís Manuel Gaspar Cerqueira, ed. Fundação Calouste Gulbenkian, Lisboa, 2011, sucessivamente reeditada. (1.º prêmio de tradução científica da União Latina em 2012)